# ماژنگن (استان لهستان بزرگ‌تر)
ماژنگن (به لاتین: Marzenin) یک روستا در لهستان است که در گمینا وژشنگا واقع شده‌است.